# Andrea Deagon
Andrea Deagon (geb. 1958/59) ist eine US-amerikanische Althistorikerin, Frauenforscherin, Hochschullehrerin und Autorin. Sie lehrt als Professorin für Classical Studies and Women’s Studies an der University of North Carolina at Wilmington. Zu ihrem Forschungsschwerpunkten gehört insbesondere Orientalischer Tanz (Bauchtanz), den sie selbst seit ihrem 16. Lebensjahr praktiziert.

## Studium und Hochschulkarriere
1978 nahm Deagon ein Studium der Klassischen Philosophie an der Duke University in North Carolina auf. Die Jahre 1980–1981 verbrachte sie an der American School of Classical Studies in Athen. 1984 promovierte Deagon und ging als Dozentin an die neuseeländische Victoria University of Wellington. Drei Jahre später kehrte sie in die USA zurück. Seither arbeitet Deagon als außerordentliche Professorin für Classical Studies and Women's Studies an der University of North Carolina at Wilmington.

## Orientalischer Tanz und Forschung
Deagon praktiziert Orientalischem Tanz seit 1975, seit sie 16 Jahre alt war. Wichtige Mentoren waren für sie Ibrahim Farrah, Shareen el Safy und Shakira al Fannihah, später gab sie selbst Unterricht.
Als Historikerin und Frauenforscherin verband Deagon ihre Leidenschaft für den Tanz mit ihrer wissenschaftlichen Arbeit und fokussierte sich in ihrer Forschung stark auf den Orientalischen Tanz. In zahlreichen Artikeln setzte sie sich insbesondere mit dem Verhältnis von Bauchtanz und Feminismus, sowie – von vielen Bauchtänzerinnen geglaubte – zeitgenössischen Mythen über die Entstehung des Tanzes, auseinander.
Ferner entwickelte Deagon den sogenannten SITA-Rahmen (solo-improvised dance based on torso articulation) zur Definition des Bauchtanzes und seiner Abgrenzung gegenüber anderen Tänzen.

## Arbeit als Belletristik-Autorin
2017 veröffentlichte Deagon den Jugendroman The Dancer From Tyre.

## Positionen

### Feminismus und Mythen um den Bauchtanz
Die Entwicklung des Orientalischen Tanzes zu einer Frauen-Trendsportart im Westen in den vor allem 1970er- bis 1990er-Jahren führte – angesichts seines Image der Sexualisierung und Erotisierung der Frau – zu einer Rechtfertigungsdebatte gegenüber Strömungen des Feminismus, nach der Bauchtanz-tanzende Frauen sich bei ihren Auftritten Männern halbnackt als Sexobjekte darbieten würden. In der Folge wehrten sich viele Tänzerinnen dagegen und beriefen sich auf mutmaßlich feministische Aspekte oder gar „matriarchale Ursprünge“ des Tanzes. Andrea Deagon ist eine bekannte Kritikerin dieser Sichtweise:
„Der Wunsch, das heilige oder frauenzentrierte Potenzial des Tanzes zu betonen, führt zu weiteren "Ursprungsmythen". Um den Tanz aus einem patriarchalischen Umfeld herauszulösen und das Gefühl der Freiheit zu betonen, das er bei den Frauen hervorruft, die sich darauf einlassen, werden sehr unterschiedliche Ursprungsgeschichten erzählt: dass der Tanz als Geburtsritual begann oder ein Tanz von Priesterinnen für die Göttin war. Diese Geschichten weisen die Vorstellung zurück, dass der körperliche Ausdruck der Frau, insbesondere wenn er fruchtbar oder sinnlich ist, in erster Linie im Dienste des Mannes steht. Sie weisen die männerzentrierten, pornografischen Bilder von konkurrierenden Haremsmädchen, glücklich tanzenden Sexsklavinnen und lasziven Verführerinnen zurück und schaffen ein Bild des Tanzes als Besitz von sinnlichen, fruchtbaren, selbstverwirklichten Frauen. Manchmal greifen frauenzentrierte "Ursprungsmythen" die patriarchalischen Mythen von tanzenden Prostituierten mit einer frauenfeindlichen Wendung auf: Tempelprostituierte werden als Ikonen der Macht gesehen, und die tanzenden Prostituierten, die von Flaubert und Curtis besucht werden, gelten als Repräsentantinnen der sinnlichen Unabhängigkeit der Frau. So positiv diese Bilder auch sind, so wenig sind sie als Ursprung des Tanzes so gefestigt wie die Haremsfantasien. Sie sind immer noch Mythen.“

## Werk (Auswahl)

### Wissenschaftliche Arbeiten
- Arabic 101: Cultural Sensitivity and Language, Habibi, Volume 13, Nr. 4, 1994.
- Dancing the Eternal Image: Visual and Narrative Archetypes, Habibi, Volume 14, Nr. 1, 1995.
- Inanna’s Descent: An Archetype of Feminine Self-Discovery and Transformation, Habibi, Volume 14, Nr. 3, 1995.
- Dance, Body, Universe, Habibi, Volume 15, Nr. 2, 1996.
- Dancing the Eternal Forces, Habibi, Volume 15, Nr. 3, 1996.
- Mythology and Symbolism in Middle Eastern Dance, Habibi, Volume 16, Nr. 2/3, 1997.
- In Search of the Origins of Dance: Real History or Fragments of Ourselves, Habibi, Volume 17, Nr. 1, 1998.
- Feminism and belly dance, Habibi,  Volume 17, Nr. 4, 1999, S. 8–13.[6]
- The Twelve Double-Hours of Night: Insomnia and Transformation in "Gilgamesh", in: Soundings: An Interdisciplinary Journal, Volume 81, Nr. 3/4 1998, S. 461–489.
- Khalìla's Dream, Prairie Schooner, Vol. 74 , Issue 2 , 2000, S. 162 ff.
- Folk Dance and Ethnic Identity, Dance Chronicle, Vol. 31, Issue 2,  2008, S. 275 ff.

- The Image of the Eastern Dancer. Flaubert’s Salome, in: The Best of Habibi. A Journal for Lovers of Middle Eastern Dance and Art, Volume 19, Nr. 1, 2002.
- Salomé’s Dance of the Seven Veils: Oscar Wilde, Esoteric Thought, and the Dancer, Volume 19, Nr. 2, 2002.
- Framing the Ancient History of Oriental Dance, Habibi, Volume. 19, Nr. 3, 2003, S. 32–41.
- Dance of the Seven Veils: The Revision of Revelation in the Oriental Dance Community. In: Barbara Sellers-Young und Anthony Shay (Hrsg.): Belly Dance: Orientalism, Transnationalism, & Harem Fantasy, Costa Mesa, CA: Mazda Publishers, 2005, S. 244–276.
- Almée or Salomé?: Hybrid Dances of the East, 1890–1930. In: Congress on Research in Dance Conference Proceedings, Volume 39, Supplement S1, 2007, S. 36–46.
- The “Effeminate Dancer” in Greco-Roman Egypt: The Intimate Performance of Ambiguity. In: Congress on Research in Dance, Volume 40, Nr. 1, 2008, S. 69–77.
- Dancing for Dowries: Earning Power, Ethnology, and Happily Ever After, Gilded Serpent, 2009.
- Dancing for Dowries, Part 2: Earning Power, Ethnology, and Happily Ever After, Gilded Serpent, 2009.

- Naked Belly Dance in Ancient Egypt - Part 1: Are They Really Belly Dancing?, Gilded Serpent, 2009.

- Naked Belly Dance in Ancient Egypt - Part 2: Are They Really Naked?, Gilded Serpent, 2009.
- Belly Dance and Feminism: Different Issues, Different Perspectives, Gilded Serpent, 2010.
- Belly Dance in Patriarchy: Escaping the Switzerland of the Soul, Gilded Serpent, 2010.
- Forgotten Rituals: The Religious Interpretations of Danse du Ventre in North America, 1890’s. In: The Belly Dance Reader 2: An Anthology of Essays. Fairfax, CA: Gilded Serpent, 2014, S. 26–35.
- Orientalism and the American Belly Dancer: Multiplicity, Authenticity, Identity. In: The Oxford Handbook of Dance and Ethnicity, 2016, S. 367–390.
- The Golden Mask: Tipping the Belly Dancer in America. In: Feminist Studies, Band 39, Nr. 1, 2017, S. 71–97.

### Belletristik
- The Dancer From Tyre, Iskandaria Press, 2017. ISBN 978-0-9990490-0-6.